# Anton Tinnerholm
Anton Tinnerholm (Linköping, 26 de febrero de 1991) es un exfutbolista sueco que jugaba de defensa.

## Selección nacional
Hizo su debut con la selección de fútbol de Suecia el 15 de enero de 2015 en un encuentro amistoso contra Costa de Marfil que finalizó con un resultado de 0-2 a favor del combinado sueco tras los goles de Johan Mårtensson y de Marcus Rohdén. Además disputó un partido de la clasificación para la Eurocopa 2016.

## Clubes
| Club             | País           | Año       | Partidos | Goles |
| ---------------- | -------------- | --------- | -------- | ----- |
| Åtvidabergs FF   | Suecia         | 2008-2014 | 117      | 6     |
| Malmö FF         | Suecia         | 2014-2017 | 137      | 8     |
| New York City FC | Estados Unidos | 2018-2022 | 136      | 9     |
| Malmö FF         | Suecia         | 2023-2025 | 11       | 0     |

## Palmarés

### Campeonatos nacionales
| Título              | Club             | País           | Año  |
| ------------------- | ---------------- | -------------- | ---- |
| Superettan          | Åtvidabergs FF   | Suecia         | 2011 |
| Allsvenskan         | Malmö FF         | Suecia         | 2014 |
| Supercopa de Suecia | Malmö FF         | Suecia         | 2014 |
| Allsvenskan         | Malmö FF         | Suecia         | 2016 |
| Allsvenskan         | Malmö FF         | Suecia         | 2017 |
| MLS Cup             | New York City FC | Estados Unidos | 2021 |
| Allsvenskan         | Malmö FF         | Suecia         | 2023 |
| Copa de Suecia      | Malmö FF         | Suecia         | 2024 |
| Allsvenskan         | Malmö FF         | Suecia         | 2024 |